# ペコラ
『ペコラ』は、イワタナオミ作の絵本、もしくはそれを原作としたCGアニメーション作品。

## 概要
キューブタウンに住むペンギン、ペコラと住民達の物語。登場キャラクターはいずれも箱のようなカートゥーン風デザインが特徴。
アニメシリーズは2002年10月6日から2003年3月30日まで、毎週日曜日9:00 - 9:30にテレビ東京系全国6局ネットで放送された。1話2本立ての全52話。
アニメシリーズ放送前の1998年頃からキャラクターは存在しており、フジテレビ『ポンキッキーズ』にて数分間のCGアニメが放送されたり、ピコ用ソフト化や丸川製菓のフーセンガムのパッケージに起用された。

## キャラクター
ペコラ
声 - 浅野まゆみ
主人公。6歳。いつも元気で街に騒動を巻き起こす。泳げないのが悩み。プリンが大好きでプリンのことになると見境を無くす。口癖も「オーマイプリン！」。
ココ
声 - 高野直子
ヒロイン。ペコラのガールフレンド。負けず嫌いで流行に敏感。歌う事が好きだが音痴。
ツネキチ
声 - 坂本千夏
ペコラの友人であるキツネ。イタズラ好きでウソつきだが、どこか間が抜けている。
ドクターチュー
声 - 千田光男
発明家のネズミ。ペコラの父親的存在。
リトルチュー
声 - 柳沢真由美
ドクターチューの孫。
コリ
声 - 松来未祐
キューブカフェでウェイトレスのバイトをしているリス。14歳。
ロボペコラ
声 - 浅野まゆみ
ドクターチューが作った、ペコラそっくりのロボット。
ペコリウス
声 - 佐々木梅治
ペコラの祖父。世界中を旅する考古学者。
ヨークシャおばさん
声 - 一城みゆ希
ブタの専業主婦。洗濯が好き。ペコラの母親的存在。
ラビ
声 - 朴璐美
ウサギの子供。ゲームやテレビが好き。12歳。
ボンゴさん
声 - 松本大
ゴリラの青年。ダンスやバスケが趣味。
パパゾーニ市長
声 - 島香裕
街の市長をつとめるゾウ。演説などの話が長い。ヒゲのようなものが生えているが、ヒゲなのか象の牙なのかは不明。やることは人任せで、街に問題が起きるとトンネルへ逃げようとする。
サル山さん
声 - 中尾隆聖
サルの八百屋さん。人情家でお祭り好き。
クマダ巡査
声 - 廣田行生
クマの警察官。街が平和なのでいつも暇そうにしているが、面倒見が良い。
ガオさん
声 - 星野充昭
ライオンの郵便配達。方向音痴。
カミクッタ博士
声 - 北村弘一
ヤギの天文学者。天文台に住みつき星の観測をしている。お腹がすくと目の前の書類を食べる癖がある。
ロンリーさん
声 - 加藤亮夫
孤高の詩人を目指すオオカミ。会う人に自作の詩集を勧める。
スチム
声 - 日野由利加
ネコの鉄道整備士。サッパリした性格で、中途半端な事が嫌い。
バナードさん
声 - 松本大
イヌのパン屋さん。寝坊や居眠りをしては奥さんに叱られている。
バナードの奥さん
声 - 朴璐美
仕事をしない夫に代わってほとんど一人でパン屋を切り盛りする。月に一度家出する。
ジャバット
声 - 草尾毅
リクガメの消防士。
バシャット
声 - 山口勝平
ジャバットの弟。
ミスラッキー
声 - 柳沢真由美
キューブテレビのキャスター。街のレポーターもつとめる。
ガゼルさん　
声 - 堀内賢雄
シカのインテリアデザイナー。作品のデザインの奇抜さから、住人の評判は悪い。
スラリーさん
声 - 雨蘭咲木子
ガゼルさんの妻のキリン。
パグさん
声 - 斉藤志郎
ガラパゴス商店街の缶詰屋を経営するパグ。町内のかくれんぼ大会で2年連続チャンピオンになったことが自慢。
ゴラゴラ
嵐で迷子になったところをペコラ達に助けられた半魚人。ペコラの影響でプリンを好きになる。
アリゲタオ
厳つい風貌のワニ。船でキューブタウンに来たが、ペコラにつきまとわれ逃亡。目的は不明。

## 各話リスト
| 話数 | 通算 | サブタイトル               | 放送日         |
| ---- | ---- | -------------------------- | -------------- |
| 01   | 01   | ペコラとロボペコラ         | 2002年 10月6日 |
| 01   | 02   | いいこと大作戦             | 2002年 10月6日 |
| 02   | 03   | ハチャメチャカメ兄弟       | 10月13日       |
| 02   | 04   | 海のゴラゴラ               | 10月13日       |
| 03   | 05   | 嘘つき大レース             | 10月20日       |
| 03   | 06   | 涼しくなりたい！           | 10月20日       |
| 04   | 07   | ドタバタ市長選挙           | 10月27日       |
| 04   | 08   | おばけのロンリー           | 10月27日       |
| 05   | 09   | 走れカクタス号             | 11月3日        |
| 05   | 10   | 願い事はおまかせ           | 11月3日        |
| 06   | 11   | 探偵ペコラ                 | 11月10日       |
| 06   | 12   | ラビはスーパーヒーロー     | 11月10日       |
| 07   | 13   | ペコラ座                   | 11月17日       |
| 07   | 14   | カラカラのお天気           | 11月17日       |
| 08   | 15   | パンを作ろう！             | 11月24日       |
| 08   | 16   | かくれんぼチャンピオン     | 11月24日       |
| 09   | 17   | ペコラとスパイ！           | 12月1日        |
| 09   | 18   | 怪獣あらわる！             | 12月1日        |
| 10   | 19   | がんばれリトル・チュー     | 12月8日        |
| 10   | 20   | ペコラは透明人間           | 12月8日        |
| 11   | 21   | ペコラのなやみ             | 12月15日       |
| 11   | 22   | にせものロボペコラ         | 12月15日       |
| 12   | 23   | ペンギンスペシャル         | 12月22日       |
| 12   | 24   | ココのコンサート           | 12月22日       |
| 13   | 25   | パパゾーニ大作戦           | 12月29日       |
| 13   | 26   | ゆけ！ペコレンジャー       | 12月29日       |
| 14   | 27   | ペコラに贈る詩             | 2003年 1月5日  |
| 14   | 28   | スーパー吸い取りマシン     | 2003年 1月5日  |
| 15   | 29   | 雪男を探せ！               | 1月12日        |
| 15   | 30   | キューブタウンの呪い       | 1月12日        |
| 16   | 31   | ペコラの家出               | 1月19日        |
| 16   | 32   | ペコラSOS!                 | 1月19日        |
| 17   | 33   | ペコラ新聞                 | 1月26日        |
| 17   | 34   | ペコラは宇宙人？           | 1月26日        |
| 18   | 35   | 大人になったら…            | 2月2日         |
| 18   | 36   | ツネキチロボット           | 2月2日         |
| 19   | 37   | ライト、カメラ、ペコラ！   | 2月9日         |
| 19   | 38   | 竜巻の缶詰                 | 2月9日         |
| 20   | 39   | パグさんは王子様!?         | 2月16日        |
| 20   | 40   | ペンキ塗りペコラ           | 2月16日        |
| 21   | 41   | ヨットレースは大騒ぎ       | 2月23日        |
| 21   | 42   | 大掃除しよう               | 2月23日        |
| 22   | 43   | ロボロケット               | 3月2日         |
| 22   | 44   | ペコラにツノが生えた？     | 3月2日         |
| 23   | 45   | ぼくはヨーヨー名人         | 3月9日         |
| 23   | 46   | ヨークシャおばさんのプリン | 3月9日         |
| 24   | 47   | ペコラの郵便屋さん         | 3月16日        |
| 24   | 48   | ひとりぼっちのガゼルさん   | 3月16日        |
| 25   | 49   | 海賊ペコラ                 | 3月23日        |
| 25   | 50   | トンネル大冒険             | 3月23日        |
| 26   | 51   | ミス・ラッキーの大ボケ大賞 | 3月30日        |
| 26   | 52   | 四角い花火                 | 3月30日        |

## スタッフ
- 原作・総監修 - イワタナオミ
- 製作総指揮 - イワタナオミ、畠中一郎、小池克彦、マイケル・ハーシュ、パトリック・ルベール、クライブ・A・スミス、スコット・ダイヤ
- 製作統括 - 増田孝、大野実、パム・レーン、スティーブン・ホッジンス
- 製作 - 山本哲弘、岩崎誠、キム・クリアリー
- 総監督 - 三宅淳、マイク・ファローズ
- 監督 - 若林弾、ビル・ギッギー
- 脚本 - イワタナオミ、ネルバナ（第2期）
- 美術監督 - イトセナオミ
- 共同制作 - ミルキーカートゥーン、読売広告社、ネルバナ（第2期）
- アニメーション製作 - ミルキーカートゥーン、ネルバナ（第2期）

## 主題歌
オープニングテーマ「usual girl」（第1話 - 第16話）
作詞 - 只野菜摘 / 作曲・編曲 - 村山晋一郎 / 歌 - Baby M
オープニングテーマ「愛の首飾り」（第17話 - 第26話）
作詞 - 山崎光 / 作曲 - M.Rie / 編曲 - 芳野藤丸 / 歌 - The NaB's
エンディングテーマ「青い経験」
作詞 - 山崎光 / 作曲 - M.Rie / 編曲 - 芳野藤丸 / 歌 - The NaB's

## ソフト
パイオニアLDC版VHS/DVD
2003年発売。共に全4巻。英語音声や米版オープニング&エンディングが特典として収録されているが、本編が全巻合計16話（放送4回分）しか収録されていない。初回特典にシールとペーパークラフトを封入。
ワーナー・ホーム・ビデオ版DVD
2009年発売。全9巻。TV放送分全話を収録しているが、英語音声は収録されていない。OP、EDが英語版の物に変更されている。特典等はなし。